# Danse macabre (King)
Danse macabre è un saggio di Stephen King. Scritto nel 1981, e ripubblicato nel 1983 in versione riveduta e corretta, dedicato principalmente ai libri e ai film fantasy, horror e splatter scritti e girati negli anni compresi tra il 1950 e il 1980. Non mancano tuttavia brevi excursus dedicati a film e libri non compresi in quegli anni, flashback autobiografici, e parentesi per esplorare le origini del genere.
Nato da un corso di scrittura creativa (dal titolo "Temi della letteratura soprannaturale") tenuto nel 1979 all'Università del Maine, Danse Macabre è un "omaggio agli autori di narrativa fantasy che non hanno avuto la mia stessa fortuna, forse perché nati nel momento sbagliato".

In Italia, il libro venne pubblicato per intero nel 1992, prima di allora le edizioni Theoria avevano tradotto e pubblicato solamente due capitoli del saggio (il terzo e il decimo).

Danse Macabre si conclude con una lista di libri e film consigliati da King perché "ciascuno di essi ha dato un peculiare contributo al genere".
Il titolo del libro è ispirato all'omonima poesia di Charles Baudelaire.

## Edizioni
- Stephen King, Danse macabre, traduzione di Edoardo Nesi, Theoria, 1992,  p. 442, ISBN 88-241-0259-X.